# 西馬隆丘陵 (科羅拉多州)
西馬隆丘陵（英語：Cimmaron Hills）是位於美國科羅拉多州艾爾帕索縣的一個人口普查指定地區。

## 地理
西馬隆丘陵的座標為38°55′15″N 104°59′29″W / 38.92083°N 104.99139°W，而該地最高點為海拔高度1965米（即6447英尺）。

## 人口
根據2010年美國人口普查的數據，西馬隆丘陵的面積為15.80平方千米，當中陸地面積為15.80平方千米，而水域面積為0.00平方千米。當地共有人口16161人，而人口密度為每平方千米1,022人。